# Waukegan (Illinois)
Waukegan je grad u američkoj saveznoj državi Ilinois. Prema popisu stanovništva iz 2010. u njemu je živjelo 89.078 stanovnika.